# Мультимодальные биометрические системы аутентификации
Мультимодальные биометрические системы аутентификации — один из способов улучшения точности распознавания в биометрии. Основная идея заключается в комбинировании нескольких методов унимодальной аутентификации для уменьшения количества ошибок.

## Введение
Биометрия является одним из способов распознавания людей по физическим или поведенческим особенностям. Данная область нашла своё применение в системах аутентификации и поиска людей (например, преступника по отпечаткам пальцев). В данной статье будет рассматриваться только первая область использования. Преимущество данного подхода по сравнению с классическими ключами и паролям состоит в том, что эти особенности нельзя потерять или забыть. А также их достаточно сложно подделать.
Различают два вида биометрических систем аутентификации: унимодальные — те, которые используют только одну особенность человека, и мультимодальные — использующие комбинацию унимодальных. В ходе различных исследований
 было показано, что использование мультимодальных методов аутентификации позволяет увеличить точность работы биометрических систем аутентификации

.

## Общая постановка задачи мультимодальной аутентификации
Задача мультимодальной аутентификации состоит из нескольких этапов:
1. Получить результаты из отдельных систем.
2. Произвести нормализацию этих результатов.
3. Осуществить процедуру слияния[6] нормированных составляющих.

Таким образом, получается результат, который имеет такой же вид, как если бы производилась унимодальная аутентификация. При этом он содержит в себе информацию от всех составных частей мультимодальной модели.
Первым этап не является сложным в реализации, так как аутентификацию по отдельным системам можно производить одновременно. Например, можно просить пользователя одновременно зафиксировать палец на сканере отпечатков и произвести сканирование сетчатки глаза. Дальнейшие шаги же выполняются внутри общей системы.
Данный подход позволяет значительно увеличить уровень безопасности систем аутентификации. В нем используется уже не одна характеристика человека, а несколько, что усложняет задачу подделки биометрических данных. Также существенным является то, что такие системы не только с большей точностью выявляют злоумышленников, но и имеют меньшее количество отказов для зарегистрированных пользователей (то есть более высокий True Positive Rate). Данное качество позволяет в значительной степени повысить качество решений в сфере аутентификации.

## Способы нормализации
Необходимость этой части обусловлена тем, что при слиянии обычно происходит суммирование (часто с весами) результатов работы унимодальных методов аутентификации. Они представляют собой числа, которые при нормировке в шкалу [0, 1] интерпретируются как вероятность того, что пользователь имеет запрашиваемый им доступ. Таким образом, необходимо стандартизировать их перед слиянием, чтобы эффективно произвести процедуру слияния.

### Min-Max
Данный метод позволяет отобразить сырые оценки на отрезок {\displaystyle [0,1]}. При этом преобразование сохраняет форму исходного распределения. {\displaystyle min(S)} и {\displaystyle max(S)} являются граничными значениями для модели {\displaystyle S}, должны поставляться поставщиком соответствующей унимодальной системы. Формула имеет вид:
{\displaystyle n={\dfrac {s-min(S)}{max(S)-min(S)}}}, {\displaystyle n\in [0,1]}.

### Z-score
Данный метод приводит значения к распределению со средним равным нулю и среднеквадратичным отклонением равным единице. Если значения исходного распределения известны, то это позволяет без каких-либо проблем использовать данный метод. Однако если этой информации нет, то можно посчитать их с помощью обучающей выборки, которую мы используем для обучения нашей модели. Данное решение может быть не оптимальным, если в выборке присутствуют выбросы, так как получается смещённая оценка. Метод описывается следующим выражением:
{\displaystyle n={\dfrac {s-mean(S)}{std(S)}}}, где {\displaystyle mean(n)=0}, {\displaystyle std(n)=1}.

### Tanh
Данный метод относят к так называемым надёжным статистическим методам. В отличие от описанного выше подхода устойчив к выбросам и большим хвостам распределения, что делает его более сильным и надёжным инструментом нормализации. Формула имеет вид:{\displaystyle n={\dfrac {1}{2}}*(tanh(0.01*{\dfrac {s-mean(S)}{std(S)}})+1)}

### Адаптивная нормализация
Ошибки аутентификации обусловлены тем, что истинное распределения и распределения самозванца перекрываются. Данная область перекрытия описывается двумя характеристиками: центром {\displaystyle c} и шириной {\displaystyle w}. Основная идея данного подхода нормализации — увеличить различия между двумя этими распределениями путём уменьшения этого перекрытия, что позволит уменьшить вероятность ошибок.
Общий вид всех методов адаптивной нормализации:
{\displaystyle n_{AD}=f(n_{MM})}, где {\displaystyle n_{MM}} − результат нормализации методом Min-Max, а {\displaystyle f} функиция отображения.
Существует несколько видов функций отображения для адаптивной нормализации, которые будут описаны ниже.

#### Two-Quadrics[13]
Представляет собой функцию, вторая производная которой меняет знак в точке {\displaystyle c}.
{\displaystyle n_{AD}={\begin{cases}{\dfrac {1}{c}}*n_{MM}^{2},\quad n_{MM}<c\\c+{\sqrt {(1-c)(n_{MM}-c)}},\quad n_{MM}>c\end{cases}}}

#### Logistic
По форме график функции схож с графиком функции Two-Quadrics.
{\displaystyle n_{AD}={\dfrac {1}{1+A*e^{-B*n_{MM}}}}}, где {\displaystyle A={\dfrac {1}{d}}-1}, {\displaystyle B={\dfrac {ln(A)}{c}}-1}.В выражениях для {\displaystyle A} и {\displaystyle B} символ {\displaystyle d} обозначает константу, которая выбирается чаще всего малым числом (часто значением 0.01). При этом легко видеть, что {\displaystyle f(0)=d}.

#### Quadric-Line-Quadric[14]
В данном случае зона перекрытия остаётся неизменной (на графике это видно по линейному участку в центре). За её пределами используется Two-Quadrics функция отображения.
{\displaystyle n_{AD}={\begin{cases}{\dfrac {1}{c-{\dfrac {w}{2}}}}*n_{MM}^{2},\quad n_{MM}<(c-{\dfrac {w}{2}})\\n_{MM},\quad (c-{\dfrac {w}{2}})<n_{MM}<(c+{\dfrac {w}{2}})\\(c+{\dfrac {w}{2}})+{\sqrt {(1-c-{\dfrac {w}{2}})(n_{MM}-c-{\dfrac {w}{2}})}},\quad n_{MM}>(c+{\dfrac {w}{2}})\end{cases}}}

## Способы слияния (fusion)
После того, как результаты работы отдельных алгоритмов аутентификации прошли через процесс нормировки, необходимо объединить их. Для этого существует ряд способов слияния. Первые три из перечисленных далее являются классическими. Последние два более сложные за счёт того, что они используют логику того, что какие-то методы аутентификации являются более важными, а какие-то менее важными.
Введём обозначения для дальнейших определений. Пусть {\displaystyle n_{i}^{m}} — нормализованный выход метода {\displaystyle m} ({\displaystyle m=1,2,...,M}) для пользователя {\displaystyle i} ({\displaystyle i=1,2,...,I}). В данном случае {\displaystyle M} — число унимодальных методов, используемых в мультиимодальном, а {\displaystyle I} — число пользователей в базе данных.

### Simple Sum[16]
Простое суммирование для пользователя нормализованных результатов всех аутентификаторов.
{\displaystyle f_{i}=\sum _{m\mathop {=} 1}^{M}n_{i}^{m}}

### Min Score[17]
Выбирает минимум среди всех нормализованных результатов аутентификатора для данного пользователя.
{\displaystyle f_{i}=min(n_{i}^{1},n_{i}^{2},...,n_{i}^{M})}

### Max Score[17]
Выбирает максимум среди всех нормализованных результатов аутентификатора для данного пользователя.
{\displaystyle f_{i}=max(n_{i}^{1},n_{i}^{2},...,n_{i}^{M})}

### Matcher Weighting[18]
Данный метод слияния основан на использовании Equal Error Rate (EER). Эта функция ошибки делает оценку ROC-кривой. Обозначим EER для метода {\displaystyle m} как {\displaystyle e^{m}} {\displaystyle (m=1,2,...,M)}. Тогда весом для метода {\displaystyle m} будет {\displaystyle w^{m}}.
{\displaystyle w_{m}={\dfrac {1}{\sum _{m\mathop {=} 1}^{M}{\dfrac {1}{e^{m}}}}}*{\dfrac {1}{e^{m}}}}
При этом из формулы ясно, что для всех {\displaystyle m} верно {\displaystyle 0} ≤ {\displaystyle w^{m}} ≤ {\displaystyle 1}, а также, что {\displaystyle \sum _{m\mathop {=} 1}^{M}w^{m}=1}.
Важным моментом является ещё и то, что чем выше значение ошибки {\displaystyle e^{m}}, тем ниже соответствующий весовой коэффициент {\displaystyle w^{m}}. Таким образом, более точные методы, будут вносить больший вклад в финальную оценку.
Финальная формула имеет вид:
{\displaystyle f_{i}=\sum _{m\mathop {=} 1}^{M}{w^{m}*n_{i}^{m}}}

### User Weighting[18]
Данный метод отличается от предыдущего тем, что мы производим взвешивание методов для каждого пользователя индивидуально. Изначально этот способ слияния был более сложным с точки зрения вычислений. Позднее на его основе была предложена схема, уменьшающая число операций, которая и будет описана в этом разделе.
Обозначим вес для метода {\displaystyle m} для пользователя {\displaystyle i} как {\displaystyle w_{i}^{m}}.
Рассмотри более детально, как вычислить искомы вес {\displaystyle w_{i}^{m}}. Данный способ слияния берёт за основу концепцию волка-овцы. Обозначим за овец пользователей, данные которых могут быть легко подделаны. Волками напротив обозначим пользователей, которые легко имитируют других клиентов. Как волки, так и овцы уменьшают эффективность работы процесса аутентификации, так как обе эти группы приводят к ложным срабатываниям.
Для того, чтобы использовать данный подход для мультимодального случая, необходимо ввести метрику lambness для каждой пары {\displaystyle (i,m)}. Она показывает, насколько пользователь {\displaystyle i} является овцой в рамках метода {\displaystyle m} При её подсчёте предполагается, что параметры среднего и стандартного отклонения для подлинного распределения и распределения самозванцев известны. Для получения lambness происходит вычисление d-prime метрики, которая показывает, насколько различимы два распределения (в нашем случае истинное и поддельное). Обозначим для пары пользователь-метод {\displaystyle (i,m)} среднее и стандартное отклонения подлинного распределения как {\displaystyle \mu _{i,gen}^{m},\sigma _{i,gen}^{m}}, для поддельного {\displaystyle \mu _{i,n}^{m},\sigma _{i,n}^{m}} соответственно. В данном случае индексы gen и imp обозначают genuine и impostor соответственно.
{\displaystyle d_{i}^{m}={\dfrac {\mu _{i,p}^{m}-\mu _{i,n}^{m}}{\sqrt {\sigma _{i,p}^{m}-\sigma _{i,n}^{m}}}}}.
При этом легко видеть, что чем меньше значение {\displaystyle d_{i}^{m}}, тем в большей степени пользователь является овцой для некоторых волков. Это обусловленно тем, что в данном случае наблюдается сильное перекрытие распределений.
И, наконец, все готово для подсчёта весов для пользователя {\displaystyle i}:
{\displaystyle w_{i}^{m}={\dfrac {1}{\sum _{m\mathop {=} 1}^{M}d_{i}^{m}}}*d_{i}^{m}}.
Формула слияния с полученными весами имеет вид:
{\displaystyle f_{i}=\sum _{m\mathop {=} 1}^{M}w_{i}^{m}*n_{i}^{m}}

## Комбинирование методов
В ходе исследований мультимодальных систем аутентификации было показано, что использование комбинации нескольких методов превосходят по качеству работы унимодальные системы. Причем прирост достигается даже при комбинировании с топовыми унимодальными системами. В некоторых случаях это может помочь снизить стоимость итоговой архитектуры за счет использования простых методов.
Также было показано, что в приложениях, где происходит постоянный приток новых людей (например, аэропорты), наиболее подходящая комбинация — это нормализация Min-Max и слияние Simple Sum. Если же работа происходит с ограниченным кругом лиц (например, лаборатория или офис), то наилучшая комбинация — это адаптивная нормализация Quadric-Line-Quadric и слияние User Weighting. Основная причина разницы результатов для двух случаев в том, что при работе с одними и теми же пользователями происходит постоянное повторение съёмов биометрических данных, что позволяет собирать их и аккумулировать в алгоритмы. Аналогичные результаты были получены также и в других исследованиях. Описанные случаи являются исчерпывающими и описывают все возможные примеры использования систем аутентификации.
При решении прикладных задач стоит стоит пробовать различные комбинации методов создания мультимодалных систем. Это обусловленно тем, что из-за различий в том, какие унимодальные методы используются, какая аппаратура осуществляет аутентификацию и каких образом происходил сбор данных для обучения мультимодальной системы, результаты могут сильно отличаться от представленных в различных исследованиях. Однако в качестве базового решения стоит в первую очередь пробовать именно описанные выше.